# Barium-134
Barium-134 of 134Ba is een stabiele isotoop van barium, een aardalkalimetaal. Het is een van de zes stabiele isotopen van het element, naast barium-132, barium-135, barium-136, barium-137 en barium-138. Daarnaast komt ook een langlevende radio-isotoop voor, namelijk barium-130. De abundantie op Aarde bedraagt 2,417%.
Barium-134 ontstaat onder meer bij het radioactief verval van xenon-134, cesium-134 en lanthaan-134.
{\displaystyle {\ce {{^{134}_{54}Xe}->{^{134}_{55}Cs}+{e^{-}}+{\bar {\nu }}_{e}}}}
{\displaystyle {\ce {{^{134}_{55}Cs}->{^{134}_{56}Ba}+{e^{-}}+{\bar {\nu }}_{e}}}}
 
{\displaystyle {\ce {{^{134}_{57}La}->{^{134}_{56}Ba}+{e^{+}}+{\nu }_{e}}}}
113Ba · 114Ba · 115Ba · 116Ba · 117Ba · 118Ba · 119Ba · 120Ba · 121Ba · 122Ba · 123Ba · 124Ba · 125Ba · 126Ba · 127Ba · 127mBa · 128Ba · 129Ba · 129mBa · 130Ba · 130mBa · 131Ba · 131mBa · 132Ba · 133Ba · 133mBa · 134Ba · 135Ba · 135mBa · 136Ba · 136mBa · 137Ba · 137m1Ba · 137m2Ba · 138Ba · 138mBa · 139Ba · 140Ba · 141Ba · 142Ba · 143Ba · 144Ba · 145Ba · 146Ba · 147Ba · 148Ba · 149Ba · 150Ba · 151Ba · 152Ba · 153Ba · 154Ba